# (632) Pirra
(632) Pirra es un asteroide perteneciente al cinturón de asteroides descubierto el 5 de abril de 1907 por August Kopff desde el observatorio de Heidelberg-Königstuhl, Alemania.
Está nombrado por Pirra, un personaje de la mitología griega, esposa de Deucalión.